# Sekiji Sasano
Sekiji Sasano (笹野 積次 Sasano Sekiji?) fue un futbolista japonés que se desempeñaba como centrocampista.
Sasano fue elegido para integrar la selección nacional de Japón para los Juegos Olímpicos de Verano de 1936.

## Trayectoria

### Clubes
| Club       | País  | Año  |
| ---------- | ----- | ---- |
| Waseda WMW | Japón | ???? |

## Palmarés

### Títulos nacionales
| Título             | Club       | País  | Año  |
| ------------------ | ---------- | ----- | ---- |
| Copa del Emperador | Waseda WMW | Japón | 1938 |